# Conomitrium diplodus
Conomitrium diplodus är en bladmossart som först beskrevs av Mitten, och fick sitt nu gällande namn av Georg Friedrich von Jaeger 1876. Conomitrium diplodus ingår i släktet Conomitrium och familjen Fissidentaceae. Inga underarter finns listade i Catalogue of Life.